# 카에데 (이누야샤)
카에데(일본어 : 楓(かえで))는 타카하시 루미코의 만화 이누야샤와 후속작 반요 야샤히메에 등장하는 인물이다. 애니메이션 성우는 쿄다 히사코(일), 이토 미카(일, 어린 시절) / 성선녀(한), 오주연(한, 어린 시절)이다.

## 소개
만화 이누야샤의 등장인물로 키쿄우의 여동생이다. 키쿄우가 죽은 후로는 마을의 촌장 겸 신사의 무녀를 맡고 있으며 마을의 큰 어른으로 존경받고 있다. 60대의 고령이며 한쪽 눈에 안대를 하고 있다.
어린 시절 나라쿠가 보낸 요괴들이 마을을 습격할 때 사고에 휘말려 한쪽 눈을 실명하였으며 그 때문에 안대를 하고 있다. 키쿄우가 살아있을 때는 그녀의 견습 및 보조자 역할을 맡으며 무녀 생활을 했었고, 키쿄우가 사혼의 구슬을 품고 죽게 되면서 그녀를 대신하여 마을의 촌장 겸 지주이자 무녀로 생활하였다.
현대 시대에서 온 히구라시 카고메를 보자마자 그녀가 언니인 키쿄우의 환생이라는 것을 직감한다. 카고메에게 이누야샤를 제압할 수 있는 언령의 염주를 주기도 하였다.
미로쿠와 산고, 싯포와는 일행들을 도와주는 지주로서 그들에게 조언을 해주기도 한다.
이누야샤 일행에 속하지만 60대의 노년기라 함께 여정을 할 수는 없으나 직간접적으로 이누야샤 일행을 돕고 있다.
완결편에서는 센고쿠 시대에 정착하여 이누야샤와 결혼하게 된 카고메와 셋쇼마루 일행으로 있던 링의 스승 및 보호자 역할을 하게 되었다.

## 인간관계
언니인 키쿄우와는 둘도 없는 혈통 관계로 키쿄우가 살아있을 적에는 그녀를 따라 무녀 수행 및 보조를 맞추기도 하였다. 언니에 비해서 영력은 부족하였지만 해박한 지식을 가지고 있어서 마을에서는 촌장 겸 큰 어른으로 존경을 받고 있다. 눈앞에서 키쿄우가 숨을 거둘 때 그 모습을 지켜본 적이 있었다.
이누야샤와는 언니가 봉인하였던 존재였기에 나라쿠에 의해 오해가 풀리기 전까지는 사이가 좋지 않았다. 이누야샤 역시 자신을 봉인한 키쿄우에 대한 앙금이 있고 봉인이 풀렸을 때 완전히 백발의 노인이 된 카에데를 보고 못 알아볼 정도로 몰랐을 정도였다. 하지만 이누야샤 입장에서는 한때 사랑을 했던 여자의 동생이라는 점 때문에 함부로 대하지는 않았지만 그와는 별개로 자신과 일행들에게 지주 역할을 하고 있어서 그녀를 따르고 있다.
히구라시 카고메와는 처음에는 현대 시대의 교복을 입은 모습을 보고 인간으로 분장한 요괴라고 생각했으나 그녀의 안면을 자세히 보고는 언니인 키쿄우와 매우 닮아 있는 모습에 그녀가 언니의 환생체라는 것을 직감했다. 이후 키쿄우가 반혼술로 부활하였을 때는 언니는 괴술로 움직여지는 존재라는 것을 알고 있고 이미 죽은 사람이기 때문에 카고메를 지지하는 편이다.
나라쿠와는 언니를 죽인 철천지 원수였기 때문에 오래 전부터 악연을 맺어온 사이이다. 나라쿠 역시 어린 카에데가 늙었다는 것을 알았으며 카에데는 나라쿠가 오니구모라는 것을 알고 있었다.

## 기타
이누야샤 한국어 더빙판 애니메이션에서는 금사매로 로컬라이징되었지만 후속작인 반요 야샤히메에서는 2기부터 한국어 더빙판 애니메이션에서도 로컬라이징 없이 원작 이름 그대로 등장하였다.